# Finsterforst
Finsterforst é uma banda alemã de folk metal de Schwarzwald, Baden-Württemberg, cujos temas líricos tratam da natureza, mitos alemães e mundos de fantasia.
Vários membros da Finsterforst também tocam na Cryptic Forest, uma banda de black metal do mesmo local.

## História
Em 28 de setembro de 2012, foi confirmado que a banda havia assinado um novo contrato com a gravadora austríaca Napalm Records. Em 26 de novembro de 2012, o álbum Rastlos foi lançado mundialmente e para 2014, houve um anúncio de uma turnê europeia chamada "Trolls in the Forest bring Kaos over Europe", juntamente com o Trollfest e o Cryptic Forest.
No início de 2015, o Finsterforst lançou seu novo álbum de estúdio Mach Dich Frei . Ele foi lançado em 23 de janeiro na Alemanha / Áustria / Suíça, 30 de janeiro no resto da Europa e em 10 de fevereiro na América do Norte. Ainda em 2015, o vocalista e acordeonista Johannes Joseph deixou a banda.
Em 2016, eles lançaram #YØLØ, ao qual se referem como um EP, embora reconheçam que alguns o chamariam de álbum.
Em 2 de agosto de 2019, eles lançaram o álbum Zerfall . Possui apenas cinco músicas, que vão de de 8 a 36 minutos - sendo esta última a faixa mais longa deles até hoje, "Ecce Homo". Um lyric video de uma versão encurtada foi lançado em julho de 2019.

## Membros

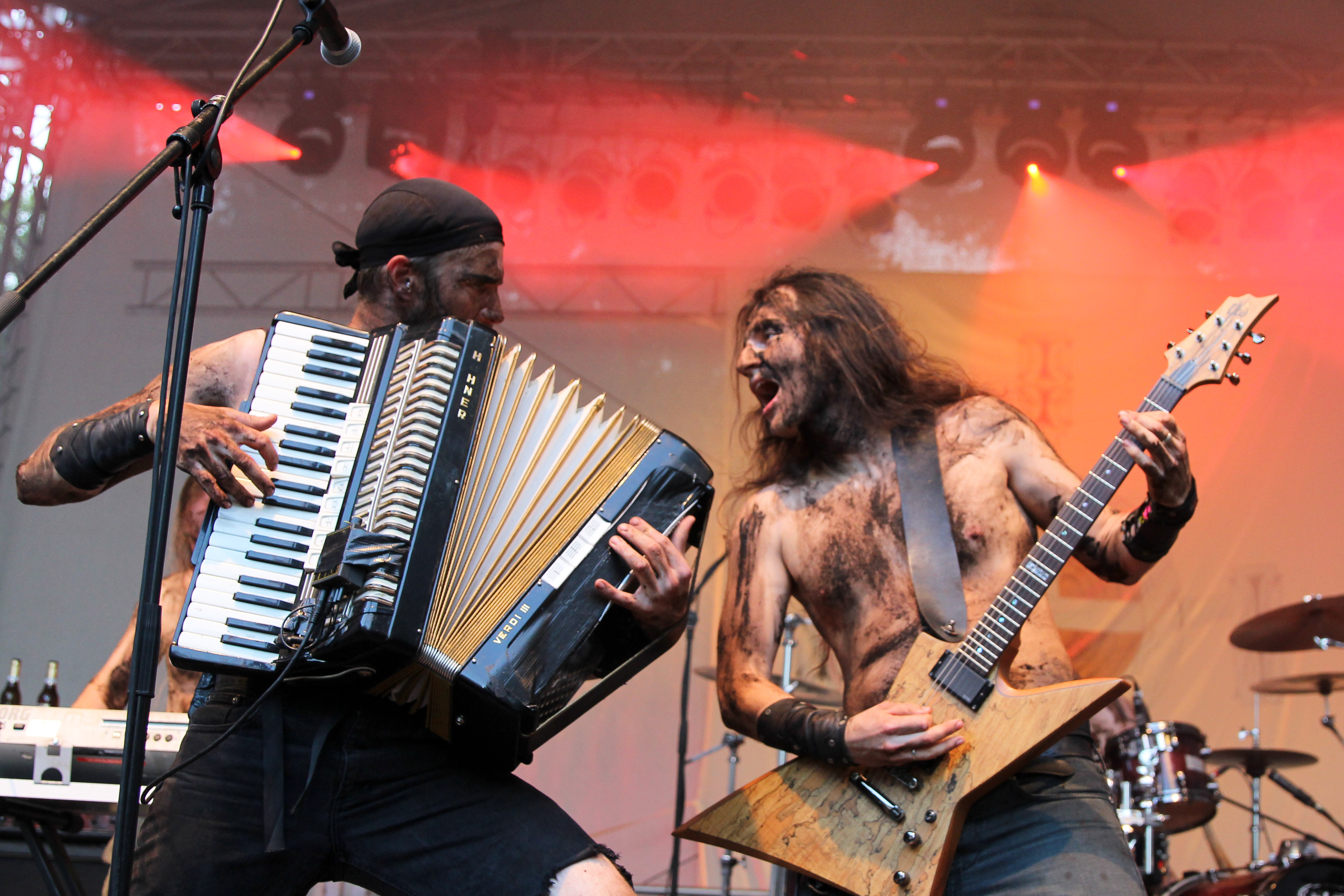
Johannes Joseph e David Schuldis

- Simon Schillinger - guitarras (solo, base), violão, teclados, orquestrações, programação, vocais (coros) (2004-atualmente)
- Tobias Weinreich - baixo (2004-atualmente)
- Sebastian "AlleyJazz" Scherrer - teclados (2004-atualmente)
- David Schuldis - guitarras (base), gaitas de foles (2005-atualmente)
- Cornelius "Wombo" Heck - bateria, vocais (coros) (2006-atualmente)
- Oliver Berlin - vocal principal e coral (2010-atualmente)

### Membros antigos
- Marco Schomas - vocais principais, violão (2004–2009)
- Johannes Joseph - acordeão, vocais (principais e coros) (2005-2015)

## Discografia

### EPs
- Wiege der Finsternis (2005)

#### #YØLØ(2016)
O lançamento pretende ser uma abordagem humorística ao gênero do metal pagão e seu título é o nome de uma divindade nórdica que o vocalista Oliver Berlin inventou. O EP tem regravações de músicas originalmente de Miley Cyrus, Michael Jackson, KIZ e Die Kassierer.
A maioria das músicas fala sobre beber, mas algumas abordam outros tópicos, como "Auf die Zwölf", que é sobre futebol. Um vídeo foi gravado para esta última, tendo a participação do vocalista Robse do Equilibrium.

### Álbuns de estúdio
- Weltenkraft (2007)
- ... zum Tode hin (2009)
- Rastlos (2012)
- Mach Dich Frei (2015)
- Zerfall (2019)

### Coletâneas
- Urwerk (2010)

## Cryptic Forest
No início, em 2003, a banda era apenas um projeto solo do compositor Simon Schillinger . Algumas músicas ganharam vida, mas o projeto foi mais tarde colocado "na geladeira" porque o foco de composição de Schillinger estava no Finsterforst na época. Embora o Cryptic Forest oficialmente não estivesse ativo, de vez em quando ele escrevia algumas músicas não relacionadas a Finsterforst e as compartilhava com alguns de seus amigos, que mais tarde iriam encorajá-lo a fundar uma banda e gravar um EP curto. O EP chamado Dawn of the Eclipse foi lançado em 2011. Em agosto de 2013, o álbum de estreia Ystyr foi lançado pelo selo alemão Einheit Produktionen e uma turnê europeia junto com o Trollfest e o Finsterforst foi anunciada para 2014.

### Outras fontes
- "Finterforst". Tempestade de metal . Retirado em 7 de fevereiro de 2013.
- «"Finterforst – Rastlos "» . Metalreviews.com. Página visitada em 7 de fevereiro de 2012.